# Movima
Movima (Mobima). - indijansko pleme, jezik i neklasificirana samostalna jezična porodica (Moviman), čiji je jedini član jezik movima. Oko 1,000 Movima Indijanaca (1976.) nastanjeno je uz rijeku Yacuma, donjem toku rijeke Rapula i na Matos i Rapere u departmanu Beni, Bolivija. Njihova populacija procijenjena je na između 1,000 i 2,000, ali tek svega oko polovice, govori svojim vlastitim jezikom. 
Movima Indijanci u ranim su vremenima pod utjecajem jezuitskih misionara, koji ih naseljavaju na misijama San Luis i Borja na rijeci Río Maniqui, te na misiju Santa Ana u području gdje se sastaju rijeke Rapula i Yacuma. Njihovi odnosi s misionarima nisu uvijek miroljubivi, a 1709 ubijaju oca Baltazar de Espinosa. 
Današnji Movime žive u susjedstvu s mesticima kao farmeri i uzgajivači stoke, ili u šumama kao sakupljači gume
Tradicionalno Movime su živjeli od hortikulture, lova i ribolova. Uzgajali su grah i kikiriki na pjeskovitim plažama u vrijeme sušne sezone i putovali u deset metara dugim dugout kanuima. Od oružja su imali koplja, atl-atl i luk i strijelu. od 1922 napredni su ratari i stočari.

## Vabjske poveznice
- Movima  Arhivirana inačica izvorne stranice od 16. kolovoza 2011. (Wayback Machine)